# Cactus V
Cactus V är Cactus femte studioalbum, utgivet 2006.

## Låtlista
Alla låtar är skrivna av Appice, Bogert, Kunes and McCarty.
1. "Doing Time" – 4:49
2. "Muscle and Soul" – 5:39
3. "Cactus Music" – 4:34
4. "The Groover" – 4:47
5. "High in the City" – 4:11
6. "Day for Night" – 5:49
7. "Living for Today" – 2:58
8. "Shine" – 3:57
9. "Electric Blue" – 5:40
10. "Your Brother’s Keeper" – 4:33
11. "Blues for Mr. Day" – 1:21
12. "Part of the Game" – 5:02
13. "Gone Train Gone" – 4:50
14. "Jazzed" – 4:42

## Medverkande musiker
- Tim Bogert – bas, sång
- Carmine Appice – trummor, sång
- Jim McCarty – gitarr
- Jimmy Kunes – sång
- Randy Pratt – munspel